# (25311) 1998 YV3
1998 واي في 3 (ويعرف أيضًا باسم (25311) 1998 واي في 3 وفق تسمية الكوكب الصغير) (بالإنجليزية: 1998 YV3)‏ هو كويكب ضمن حزام الكويكبات؛ وترتيبه 25311 من حيث الاكتشاف.
اكتُشف هذا الجُرم الفلكي بواسطة Petr Pravec ‏ في 17 ديسمبر 1998.

## وصلات خارجية
- (25311) 1998 YV3 في قاعدة بيانات مختبر الدفع النفاث لأجرام النظام الشمسي الصغيرة

- الاكتشاف · مخطط المدار ·  العناصر المدارية · المعلمات المادية

- (25311) 1998 YV3 على موقع ويكي سكاي: DSS2, SDSS, GALEX, IRAS, Hydrogen α, X-Ray, Astrophoto, Sky Map, Articles and images